# Bahnstrecke Königswartha–Weißkollm
| Streckennummer: | 6579                 |                                       |                                       |
| Kursbuchstrecke (DB): | 234 (1999)           |                                       |                                       |
| Streckenlänge: | 12,96 km             |                                       |                                       |
| Spurweite: | 1435 mm (Normalspur) |                                       |                                       |
| Streckengeschwindigkeit: | 100 km/h             |                                       |                                       |
| |                      |                                       |                                       |
| \| \| 0,00 \| von Bautzen \| von Bautzen \| \| \| 19,86 \| Königswartha \| 140 m \| \| \| \| nach Hoyerswerda \| \| \| \| 21,25 \| Brücke Schwarzwasser (48 m) \| Brücke Schwarzwasser (48 m) \| \| \| 24,58 \| Awanst Kaolinwerk Caminau \| 133 m \| \| \| 27,58 \| Koblenz (Kr Hoyerswerda) \| 130 m \| \| \| 30,29 \| Knappenrode Süd \| 126 m \| \| \| \| Verbindungsbogen nach Knappenrode \| \| \| \| 30,66 \| Lausitzer Grubenbahn \| Lausitzer Grubenbahn \| \| \| 31,25 \| Węgliniec–Roßlau \| Węgliniec–Roßlau \| \| \| \| von Knappenrode \| \| \| \| 32,82 \| Weißkollm \| 125 m \| \| \| \| nach Sornoer Buden und nach Graustein \| \| |                      |                                       |                                       |
| Strecke (außer Betrieb) | 0,00                 | von Bautzen                           | von Bautzen                           |
| Bahnhof (Strecke außer Betrieb) | 19,86                | Königswartha                          | 140 m                                 |
| Abzweig geradeaus und nach links (Strecke außer Betrieb) |                      | nach Hoyerswerda                      | nach Hoyerswerda                      |
| Brücke über Wasserlauf (Strecke außer Betrieb) | 21,25                | Brücke Schwarzwasser (48 m)           | Brücke Schwarzwasser (48 m)           |
| Abzweig ehemals geradeaus und von rechts | 24,58                | Awanst Kaolinwerk Caminau             | 133 m                                 |
| ehemaliger Haltepunkt / Haltestelle | 27,58                | Koblenz (Kr Hoyerswerda)              | 130 m                                 |
| ehemaliger Dienststation / Betriebs- oder Güterbahnhof | 30,29                | Knappenrode Süd                       | 126 m                                 |
| Abzweig ehemals geradeaus und nach links |                      | Verbindungsbogen nach Knappenrode     | Verbindungsbogen nach Knappenrode     |
| Kreuzung geradeaus unten (Strecken außer Betrieb) | 30,66                | Lausitzer Grubenbahn                  | Lausitzer Grubenbahn                  |
| Kreuzung geradeaus unten (Strecke geradeaus außer Betrieb) | 31,25                | Węgliniec–Roßlau                      | Węgliniec–Roßlau                      |
| Abzweig ehemals geradeaus und von links |                      | von Knappenrode                       | von Knappenrode                       |
| ehemaliger Bahnhof | 32,82                | Weißkollm                             | 125 m                                 |
| Strecke |                      | nach Sornoer Buden und nach Graustein | nach Sornoer Buden und nach Graustein |

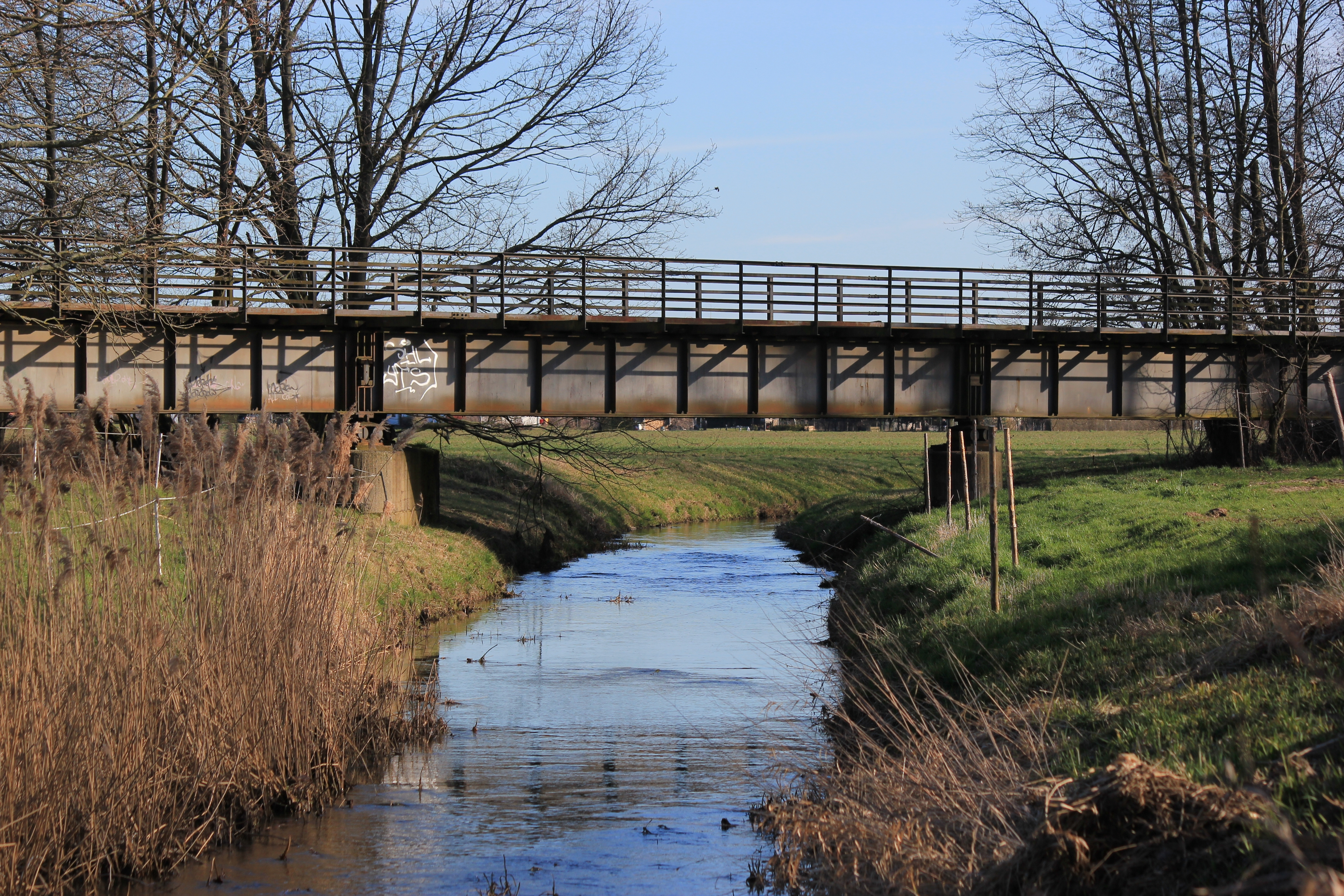
Eisenbahnbrücke über das Schwarzwasser bei Kilometer 21,25

Die Bahnstrecke Königswartha–Weißkollm war eine Hauptbahn im heutigen Freistaat Sachsen, welche als Teil einer Fernverbindung von Bautzen nach Cottbus konzipiert worden war. Die 2002 stillgelegte Strecke verlief von Königswartha nach Weißkollm. Heute besteht nur noch der Abschnitt zwischen der Ausweichanschlussstelle Caminau und dem Bahnhof Knappenrode als Anschlussbahn des Kaolinwerks Caminau.

## Geschichte
Bereits Mitte des 19. Jahrhunderts gab es erste Projekte für eine Bahnstrecke von Bautzen oder Löbau in Richtung Cottbus. Allerdings verhinderte das seinerzeitige Desinteresse Preußens deren Realisierung. Erst im Zusammenhang mit der Ausweitung der Braunkohleförderung in der einst preußischen Oberlausitz und dem Aufbau des Kombinates Schwarze Pumpe nach dem Zweiten Weltkrieg wurde das alte Vorhaben wieder aufgegriffen.
Am 6. November 1956 war bereits die neue Verbindung von Knappenrode nach Schwarze Pumpe in Betrieb gegangen. Kurz darauf begann man mit der Trassierung der neuen Hauptbahn, die ausgehend von Königswartha bei Knappenrode die Strecke Węgliniec–Roßlau kreuzte und im neuen Bahnhof Weißcollm in die Strecke Knappenrode–Schwarze Pumpe einmündete. Eine kurze Verbindungskurve bei Knappenrode wurde für direkte Züge zwischen Bautzen und Hoyerswerda vorgesehen. In mehreren Abschnitten ging die neue Strecke in Betrieb:
- 4. Oktober 1959: Knappenrode–Knappenrode Süd
- 2. Oktober 1960: Knappenrode Süd–Abzw Weißkollm
- 1. September 1961: Königswartha–Knappenrode Süd

Am 1. September 1961 wurde auch der Reisezugverkehr von Bautzen nach Hoyerswerda über die neue Verbindung aufgenommen. Ab dem 24. Mai 1963 war dann mit der ebenfalls neu gebauten Bahnstrecke Spreewitz–Graustein der durchgehende Schienenweg zwischen Bautzen und Cottbus fertiggestellt. Neben dem Anschluss zur Kohlebahn in Knappenrode Süd bestand schon zur Eröffnung ein Anschlussgleis zum Kaolinwerk Caminau. Dieses hatte schon um die Jahrhundertwende einen Bahnanschluss an die seinerzeit gebaute Verbindung Bautzen–Hoyerswerda gefordert, aber aus verschiedenen Gründen nicht erhalten. 
Am 30. Mai 1965 wurde der Haltepunkt Koblenz eingerichtet. Ab dem 26. Mai 1968 verkehrten dann alle Reisezüge zwischen Bautzen und Hoyerswerda über die neue Strecke. Die alte Trasse über Wittichenau wurde 1973 aufgelassen. Nach der politischen Wende im Osten Deutschlands 1990 verlor die Strecke recht rasch ihre Bedeutung für den Reise- und Güterverkehr. Am 30. Mai 1999 wurde der Reiseverkehr eingestellt, im Güterverkehr wurde bald nur noch das Kaolinwerk Caminau bedient.
Bereits am 30. Oktober 2000 wurde der Abschnitt Knappenrode Süd–Abzw Weißkollm stillgelegt. Am 19. Juli 2001 wurde auch die Stilllegung der Strecke (Bautzen–) Königswartha–Knappenrode Süd–Knappenrode durch das Eisenbahn-Bundesamt genehmigt; vollzogen wurde sie zum 31. Mai 2002. Gleichzeitig erfolgte die Umwandlung des Streckengleises Awanst Caminau–Knappenrode in ein Nebengleis des Bahnhofes Knappenrode. Güterverkehr zum Kaolinwerk Caminau findet nach wie vor einmal am Tag statt. (Stand 2019)